# Динамічний метод
Динамічний метод — це процедура визначення мас астероїдів. Свою назву ця процедура отримала завдяки використанню законів Ньютона про динаміку або рух астероїдів під час їхнього руху навколо Сонячної системи. Процедура працює шляхом багаторазових вимірювань положення для визначення гравітаційного відхилення, спричиненого проходженням двох або більше астероїдів повз один одного. Метод ґрунтується на тому, що велика кількість відомих астероїдів означає, що вони час від часу будуть проходити один повз одного на дуже близьких відстанях. Якщо принаймні одне з двох взаємодіючих тіл достатньо велике, його гравітаційний вплив на інше може виявити його масу.Точність визначеної маси обмежена точністю та часом відповідних астрометричних спостережень, які проводяться для визначення гравітаційного відхилення, спричиненого певною взаємодією.
Оскільки метод ґрунтується на визначенні величини гравітаційного відхилення, індукованого під час взаємодії, процедура найкраще працює для об'єктів, які створюють велике відхилення при взаємодії з іншими об'єктами. Це означає, що процедура найкраще працює для великих об’єктів, але її також можна ефективно застосовувати до об’єктів, які постійно взаємодіють один з одним, наприклад, коли два об’єкти знаходяться в орбітальному резонансі один з одним. Незалежно від маси взаємодіючих об'єктів, величина відхилення буде більшою, якщо об'єкти наближаються ближче один до одного, і вона також буде більшою, якщо об'єкти проходять повільно, даючи більше часу для гравітації, щоб збурити орбіти двох об'єктів.Для досить великих астероїдів ця відстань може досягати ~0,1 астрономічної одиниці, для менш масивних астероїдів умови взаємодії мають бути відповідно кращими.

## Математичний аналіз
Найпростіше описати відхилення астероїдів у випадку, коли один об'єкт значно масивніший за інший. У цьому випадку рівняння руху такі ж, як і для резерфордівського розсіювання між протилежно зарядженими об’єктами (тому сила притягання, а не відштовхування). Якщо переписати в більш звичні нотації, що використовуються в небесній механіці, кут відхилення можна пов'язати з ексцентриситетом гіперболічної орбіти меншого об'єкта відносно більшого за такою формулою:
{\displaystyle \sin \left({\frac {\Theta }{2}}\right)={\frac {1}{\epsilon }}}
тут {\displaystyle \Theta } – кут між асимптотами гіперболічної орбіти малого об'єкта відносно великого, та 𝜖 ексцентриситет цієї орбіти (який має бути більшим за 1 для гіперболічної орбіти).
Більш складного опису за допомогою матриць можна досягти, розділивши положення спостережуваних об'єктів на небі як функцію часу на суму двох складових: одна з них є результатом відносного руху самих об'єктів, а інша - руху, спричиненого гравітаційним впливом двох тіл. Відносні внески цих двох доданків у найкращому наближенні цього рівняння до фактичних спостережень об'єктів дають масу об'єктів.